# Pafnucy (biskup koptyjski)
Pafnucy (wł. Nadżi Szukri Markus, ur. 12 listopada 1948 w Kairze) – duchowny Koptyjskiego Kościoła Ortodoksyjnego, od 1976 biskup Samalut.

## Życiorys
12 marca 1972 złożył śluby zakonne w monasterze Syryjczyków. Święcenia kapłańskie przyjął 30 marca 1975. Sakrę biskupią otrzymał 13 czerwca 1976. 28 lutego 2016 został podniesiony do godności metropolity.